# Bosio
Bosio és un municipi situat al territori de la província d'Alessandria, a la regió del Piemont (Itàlia). Limita amb els municipis de Campo Ligure, Campomorone, Casaleggio Boiro, Ceranesi, Gavi, Gènova, Lerma, Masone, Mele, Mornese, Parodi Ligure, Rossiglione, Tagliolo Monferrato i Voltaggio. Pertanyen al municipi les frazioni de Capanne di Marcarolo, Costa San Stefano, Maietto, Mogreto, Serra, Spessa i Val Pagani.

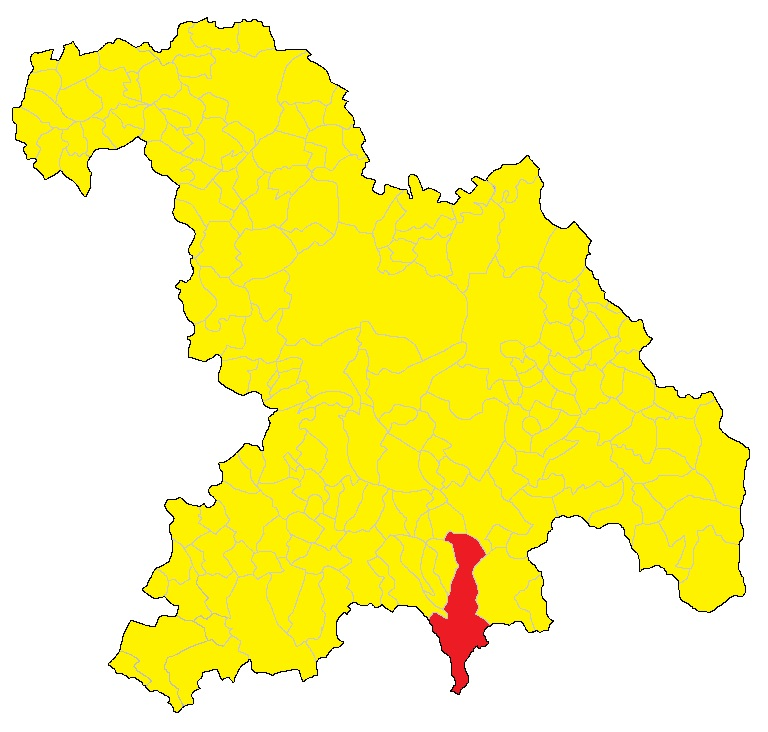
Localització del municipi de Bosio a la prov. d'Alessandria (Piemont)